# دوشان نيكوليتش
دوشان نيكوليتش (23 يناير 1953 ببلغراد في إقليم القائد العسكري في صربيا - 15 ديسمبر 2018) هو لاعب كرة قدم (وحمل سابقاً جنسية يوغوسلافيا) في مركز الوسط. شارك مع منتخب يوغوسلافيا لكرة القدم. أما مع النوادي، فقد لعب مع النجم الأحمر بلغراد وبولتون واندررز ونادي أو إف كيه بيوغراد ونادي تتكس.

## وصلات خارجية
- دوشان نيكوليتش على موقع قاعدة بيانات كرة القدم.إي يو (الإنجليزية)
- دوشان نيكوليتش على موقع ناشيونال فوتبول تيمز (الإنجليزية)
- دوشان نيكوليتش على موقع عالم كرة القدم.نت (الإنجليزية)